# عناصر المجموعة الرابعة
| المجموعة | 4      |
| الدورة   |        |
| 4        | 22 Ti  |
| 5        | 40 Zr  |
| 6        | 72 Hf  |
| 7        | 104 Rf |

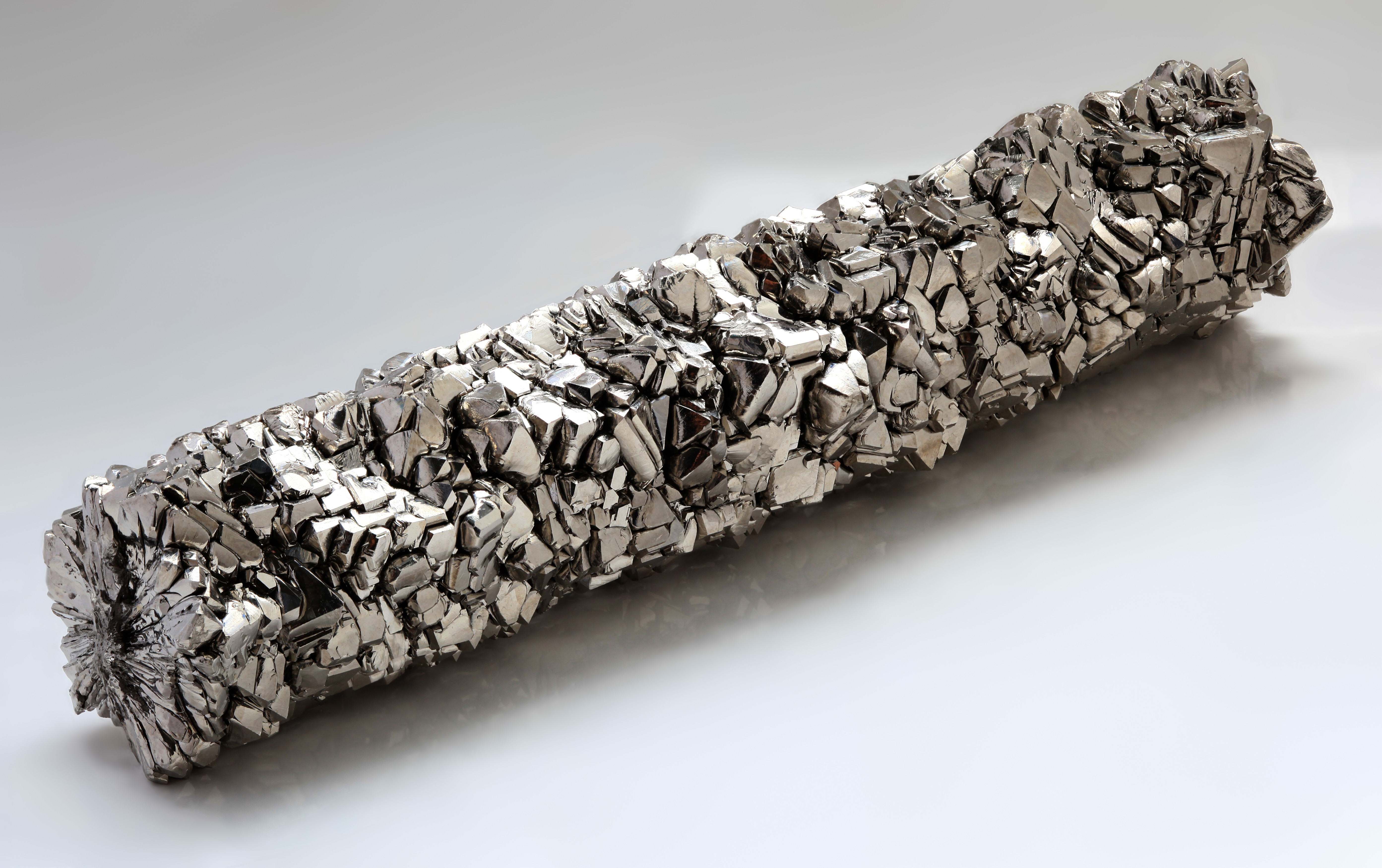

عناصر المجموعة الرابعة هي العناصر الموجودة بالجدول الدوري للعناصر في المجموعة الثالثة (طبقا لشكل الاتحاد الدولي للكيمياء البحتة والتطبيقية) وهي :
- تيتانيوم (22)
- زركونيوم (40)
- هافنيوم (72)
- رذرفورديوم (104)

العناصر السابقة كلها يتم وضعها في المجموعة الرابعة نظرا لأنها تحتوى على 4 إلكترونات في غلافها الأخير. الرذرفورديوم لا يتواجد في الطبيعة ولكن يتم تحضيره في المعامل.
تفسير الألوان للجدول الموجود على اليسار: 
فلزات انتقالية

تفسير ألوان الرقم الذري: في درجة الحرارة العادية ; اللون الأحمر يوضح العناصر التي يتم تصنيعها ولا توجد في الطبيعة.